# 文化住宅
文化住宅（日语：／ bunka jyūtaku */?）是指日本大正時代中期以降流行之導入西洋生活風格的大眾住宅，屬於和洋折衷風格的建築樣式。

## 洋風住宅
明治時代的西洋館主要是財閥、政治家的住宅，一般人的住居仍是和風住宅。大正民主的自由氛圍促使大眾文化的成立，對洋風生活的嚮往也影響到住宅方面。
1922年（大正11年）在上野舉辦的平和記念東京博覽會之中，建造展示用的「文化村」。14棟的「文化住宅」是一種展現摩登和合理性的住宅型態的樣品屋。「文化住宅」的用語在1921年（大正10年）左右開始在一部分雜誌使用，透過此博覽會的介紹而廣為流傳。
昭和時代以後，「文化住宅」代表一種固定的類型。住宅本體仍是同樣的和風住宅，但是玄關旁是洋風設計的客廳。伴隨著阪神間、東京近郊地帶（世田谷、杉並等）的宅地開發，建造了許多以中堅階級為募集對象的文化住宅。
「文化住宅」也在日治時代傳入台灣，官舍、私人住宅皆可見這類和洋折衷的住宅。此外，如同日本內地，文化住宅也出現在市郊的新興住宅地，例如台北昭和町、台中大和村等。